# Битва при Корбридже
Битва при Корбридже (англ. Battle of Corbridge) — сражение, произошедшее в 918 году на берегу реки Тайн неподалёку от деревни Корбридж в Нортумберленде.

## История
О сражении рассказывается в ирландских «Анналах Ульстера» и шотландской «Хронике королей Альбы». Оно велось между лидером норвежских гэлов Рагналлом Уа Имаром и его союзниками против шотландцев, возглавляемых королём Константином II, которого поддерживал Элдред I Бамбургский, изгнанный из своих владений Рагналлом. «История святого Катберта» добавляет, что англичане сражались бок о бок с норвежцами.
Согласно «Анналам Ульстера», скандинавская армия разделилась на 4 колонны, в одной из которых находился ярл Оттир, давний союзник Рагналла. Шотландцы уничтожили 3 колонны, но последняя, которой командовал сам Рагналл, скрывалась за холмом и устроила засаду шотландцам. Несмотря на это, шотландцам удалось уйти без потерь.
Несмотря на неясный исход битвы, это сражение позволило Рагналлу утвердиться в Нортумбрии. В 919 году он прибыл в Йорк, где провозгласил себя королём. Берниция осталась в составе его владений, хотя Элдред I Бамбургский и король Стратклайда Дональд I приносили оммаж королю Англии.
В 1950 году Ф. Т. Уэнрайт утверждал, что на самом деле было 2 битвы при Корбридже — в 914 и 918 годах. Его точка зрения была принята в 1971 году Фрэнком Стентоном и рядом других историков. Однако Клэр Даунхэм в 2003 году в своей докторской диссертации, опубликованной в 2007 году в виде книги, опровергла эту точку зрения, указав, что битва была только одна — в 918 году.